# Verrucadithinae
Sous-famille
Les Verrucadithinae sont une sous-famille de pseudoscorpions de la famille des Tridenchthoniidae.

## Distribution
Les espèces de cette sous-famille se rencontrent en Afrique, en Amérique, en Asie et en Océanie.

## Liste des genres
Selon Pseudoscorpions of the World (version 3.0) :
- Anaulacodithella Beier, 1944
- Cryptoditha Chamberlin & Chamberlin, 1945
- Pycnodithella Beier, 1947
- Rheodithella Dashdamirov & Judson, 2004
- Sororoditha Chamberlin & Chamberlin, 1945
- Verrucaditha Chamberlin, 1929
- Verrucadithella Beier, 1931

## Publication originale
- (en) Joseph Conrad Chamberlin, « A synoptic classification of the false scorpions or chela-spinners, with a report on a cosmopolitan collection of the same. Part 1. The Heterosphyronida (Chthoniidae) (Arachnida-Chelonethida) », Annals and Magazine of Natural History, 10e série, vol. 4, no 19,‎ juillet 1929, p. 50-80 (ISSN 0374-5481, OCLC 4806285231, DOI 10.1080/00222932908673028, présentation en ligne).